# Paul A. Rothchild
Paul Allen Rothchild (18. dubna 1935 – 30. března 1995) byl jedním z předních amerických hudebních producentů, působil zejména koncem šedesátých a v sedmdesátých letech 20. století. Narodil se v newyorském Brooklynu a vyrůstal ve městě Teaneck ve státě New Jersey. V roce 1953 pak ukončil místní střední školu Teaneck High School.
Svou kariéru započal v Bostonu, kde nahrával a vydával alba místních folkových umělců. V roce 1963 se stal jedním z hlavních producentů vydavatelství Elektra, které založil Jac Holzman. Rothchild dostal na starosti losangeleskou hudební scénu. Zde se setkal s The Doors, kterým společně s Holezmanem produkoval prvních šest alb. Rotchild dále produkoval LP a singly umělcům, jako byli a jsou John Sebastian, Joni Mitchell, Neil Young, Tom Paxton, Fred Neil, Tom Rush, The Paul Butterfield Blues Band, The Lovin' Spoonful, Tim Buckley, Love, Clear Light, Rhinoceros a Janis Joplin. V sedmdesátých letech produkoval pro vydavatelství Arista debutové album skupiny The Outlaws.
Paul Rotchild se též ujal produkce soundtracku k filmu Olivera Stonea Doors, kde si i zahrál jednu z menších rolí. Zemřel v roce 1995 na rakovinu plic.